# Yvonne Adhiambo Owuor
Yvonne Adhiambo Owuor (nascida em 1968) é uma escritora queniana, autora de romances, contos e ensaios. Ela ganhou o Prêmio Caine de Escrita Africana em 2003 por sua história "Weight of Whispers".

## Escritos
O romance de Owuor de 2014, Dust, retrata a história violenta do Quênia na segunda metade do século XX. Escrevendo sobre Dust no The New York Times, a escritora de Gana Taiye Selasi escreveu: "Neste romance deslumbrante, você encontrará a totalidade da experiência humana - derramamento de lágrimas, derramamento de sangue, luxúria, amor - em proporções impressionantes." Ron Charles, do The Washington Post, escreveu: "Owuor demonstra talento extraordinário e alcance nestas páginas. Seu estilo é alternadamente impressionista e áspero, encantatório e propulsivo. Em um momento, ela nos mantém presos dentro das paredes ensanguentadas de uma cela de tortura; no próximo, sua voz poética paira sobre planícies ensolaradas. Ela pode limpar a escuridão com passagens de comédia dickensiana ou romance terno, mas a maior parte de seu romance se passa em 'silêncios assombrados'. 'Poeira' se move entre a lamentação de uma única família e a corrupção da política nacional, girando em torno da morte de um jovem para criar um vórtice de dor que atrai gerações de engano e a tumultuada história moderna do Quênia."

## Prêmios e reconhecimento
Owuor ganhou o Prêmio Caine de Escrita Africana em 2003 por sua história "Weight of Whispers", que trata de um refugiado aristocrático ruandês no Quênia. A história foi originalmente publicada em Kwani?, a revista literária queniana criada por Binyavanga Wainaina depois que ele ganhou o Prêmio Caine no ano anterior.
Em 2004, ela ganhou o prêmio de Mulher do ano (Artes, categoria Heritage) por suas contribuições para as artes no Quênia. Em setembro de 2015, seu livro aclamado pela crítica, Dust, foi selecionado para o Prêmio Folio e ganhou o preeminente prêmio literário do Quênia, o Prêmio Jomo Kenyatta de Literatura .

## Trabalhos selecionados

### romances
- Peso dos Sussurros (Kwani Trust, 2003) [5]
- Poeira (Knopf, Granta, 2014) [1]
- Der Ort, an dem die Reise endet (tr. Simone Jakob) (Dumont, 2016) [6]
- La Maison au bout des voyages (tr. Françoise Pertat ) (Atos Sud, 2017) [7]
- O Mar da Libélula (Knopf, 2019) [8]
- Das Meer der Libellen (Dumont, 2020) [9]